# Gerwald Claus-Brunner

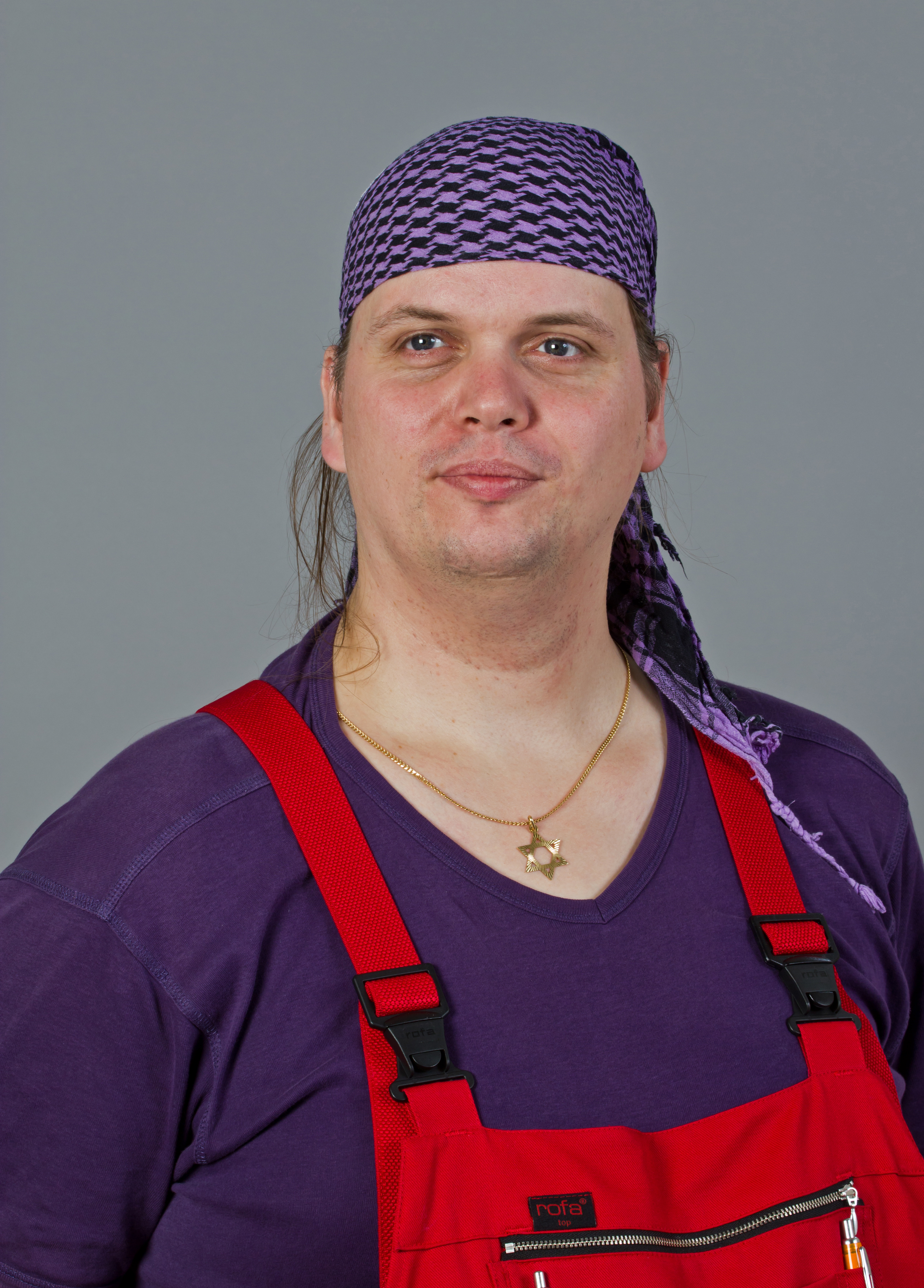
Gerwald Claus-Brunner (2013)

Gerwald Claus-Brunner (geboren als Gerwald Claus, genannt Faxe; * 19. Mai 1972 in Dissen am Teutoburger Wald; tot aufgefunden am 19. September 2016 in Berlin) war ein deutscher Politiker der Piratenpartei und ab 2011 Mitglied des Abgeordnetenhauses von Berlin. Am 15. September 2016 tötete er einen 29-jährigen Bekannten und nahm sich zwei bis drei Tage später das Leben.

## Leben, Ausbildung und Beruf
Claus-Brunners Eltern waren Mitglieder der als antisemitisch und rechtsextremistisch eingestuften Ludendorffianer. Er hatte vier Geschwister und wuchs auf einem Bauernhof im Ortsteil Strang der Gemeinde Bad Rothenfelde auf. Claus-Brunners Kindheit war nach Angaben seines jüngeren Bruders von einem rechts gesinnten Umfeld und Gewalterfahrungen begleitet. Die Kinder wurden von den Eltern zum Bund Heimattreuer Jugend geschickt. Mehrfach kam es bei der Familie zu polizeilichen Hausdurchsuchungen wegen Volksverhetzung. Ein Bruder beging Suizid, eine Schwester kam bei einem Autounfall ums Leben, auch soll Gerwald Claus-Brunner von einem Landarbeiter missbraucht worden sein. Nach eigener Aussage war er mehrmals Opfer von Mobbing und wurde durch Schlägereien, Sachbeschädigung und Tierquälereien auffällig. Seine Eltern und sein Bruder wanderten später nach Kanada aus. Den Kontakt zu ihnen brach er ab. Claus-Brunner bezeichnete sich selbst als bisexuell und „zu 95 Prozent schwul“. Dies sei von seinen Eltern nicht akzeptiert worden.
Claus-Brunner besuchte bis 1988 die Realschule des Christlichen Jugenddorfwerks Deutschlands in Versmold und durchlief eine Ausbildung zum Fernmeldehandwerker bei der Telekom.
Von 1992 bis 1995 war er Soldat auf Zeit. Nachdem er sich dort zu einem Unteroffizier hingezogen fühlte und dieser ihn deswegen verspottet hatte, schlug Claus-Brunner auf ihn ein. Er wurde daraufhin nach § 55 Absatz 5 Soldatengesetz fristlos entlassen. Nach eigenen Angaben arbeitete er im Anschluss als Mechatroniker unter anderem bei Alptransit und Siemens Gebäudetechnik Ost. Ab 1997 lebte er in Berlin, wo er von Oktober 2011 bis Juni 2014 Maschinenbau an der Hochschule für Technik und Wirtschaft Berlin studierte.
Am 15. September 2016 tötete Claus-Brunner einen ehemaligen Mitarbeiter der Piratenpartei und Bekannten und wurde am 19. September tot in seiner Wohnung aufgefunden.

## Politische Karriere

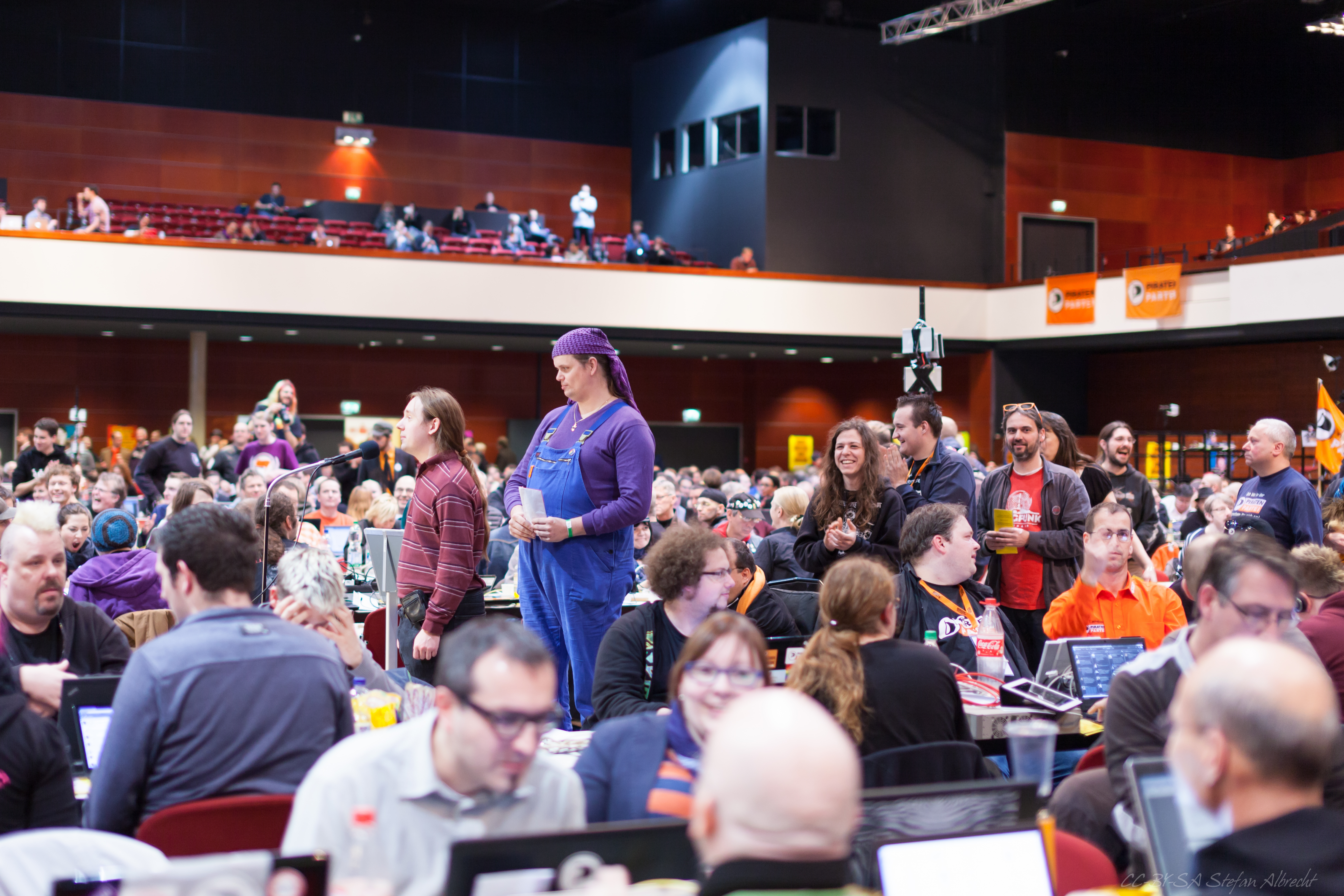
Gerwald Claus-Brunner auf dem Bundesparteitag der Piratenpartei 2012 in Bochum (Mitte)

1998 beteiligte sich Claus-Brunner nach eigenen Angaben an dem Projekt Absolute Mehrheit, indem er für etwa zwei Monate in die FDP Berlin eingetreten sei, um dort gemeinsam mit 3000 Studenten die Partei zu unterwandern.
Im Oktober 2009 trat Claus-Brunner der Piratenpartei Berlin bei. Im Mai 2011 kandidierte er beim Bundesparteitag der Partei erfolglos als Generalsekretär und als Beisitzer. Am 18. September 2011 trat er bei der Abgeordnetenhauswahl 2011 als Direktkandidat seiner Partei im Wahlkreis Steglitz-Zehlendorf 1 an und wurde auf Platz 13 der Landesliste in das Abgeordnetenhaus gewählt. In seiner Abgeordnetentätigkeit wurde er als bodenständiger, bürger- und basisnaher Politiker wahrgenommen, der seine Positionen kompromisslos vertrat und Transparenz einen besonderen Stellenwert zuschrieb. Jedoch galt er später innerhalb der Fraktion als isoliert.
Claus-Brunner war dort vom 27. Oktober 2011 bis Juli 2012 Mitglied im Hauptausschuss und ab dem 27. Oktober 2011 Mitglied im Petitionsausschuss und im Sonderausschuss Wasserverträge, wo er sich insbesondere für das Anliegen des Berliner Wassertischs einsetzte. Bis November 2013 war er außerdem Mitglied im Unterausschuss Bezirke. Zwischenzeitlich hatte er die Funktion des verkehrspolitischen Sprechers der Piratenfraktion inne und trat dabei insbesondere für einen fahrscheinlosen öffentlichen Nahverkehr ein.
Den Bundesverband schwuler Führungskräfte, den Völklinger Kreis, bezeichnete er 2012 nach einer Einladung aller Mitglieder des Abgeordnetenhauses zu einem Jahresempfang im Roten Rathaus als „Elitenzusammenschluss von Bessergestellten“, mit dem er nichts zu tun haben wolle.
Im September 2012 kandidierte Claus-Brunner beim Landesparteitag der Berliner Piraten überraschend als Landesvorstandsvorsitzender und erhielt mit 104 Stimmen bzw. 35,4 Prozent das zweitbeste Ergebnis. 2013 kandidierte er im Bundestagswahlkreis Berlin-Steglitz – Zehlendorf. Fraktionsintern galt Claus-Brunner als umstritten und wurde nach Aussagen seiner Parteikollegen gegenüber anderen Mitgliedern der Piratenpartei sowie Mitarbeitern verbal ausfällig. Claus-Brunner wurde in der Folge schrittweise aus allen relevanten Ausschüssen abgezogen.
Im November 2014 kandidierte er nach dem Rücktritt von Christopher Lauer für den Landesvorsitz; gewählt wurde Bruno Kramm. Für die Abgeordnetenhauswahl 2016 wurde er von seiner Partei auf Platz 27 der Landesliste gewählt.

### Kontroversen

#### Kopftuch
Anfang November 2011 wurde Claus-Brunner in einem Offenen Brief von Charlotte Knobloch, der ehemaligen Präsidentin des Zentralrates der Juden in Deutschland, für das Tragen des Palästinensertuches (Kufiya) kritisiert. Claus-Brunner wies die Kritik und den Vorwurf einer eventuellen antisemitischen Einstellung zurück. Als Reaktion auf die Kritik trug Claus-Brunner zeitweise einen Davidsternanhänger an einer Halskette. Während einer Schweigeminute für zwei verstorbene Abgeordnete im Berliner Parlament 2011 behielt er demonstrativ sein Kopftuch entgegen den Gepflogenheiten auf. Neben dem Kopftuch war er stets mit einer Arbeiterlatzhose bekleidet.

#### Parteiinterne Konflikte
Im  Jahr 2012 sorgte Claus-Brunner für parteiinternen Streit, als er twitterte, die Befürworter einer Frauenquote in der Piratenpartei wollten „auch nur Posten mit Tittenbonus“. Im Januar 2016 beantragten acht Mitglieder der Berliner Piratenfraktion, Claus-Brunner wegen verbaler Ausfälle gegenüber Mitgliedern und Angestellten der Partei aus der Fraktion auszuschließen. Der Antrag wurde jedoch mit neun Ja-Stimmen sowie jeweils drei Enthaltungen und Nein-Stimmen abgelehnt.

### Sixt-Werbekampagne
Im Jahr 2012 verwendete der Autovermieter Sixt ein Foto von Claus-Brunner für eine Werbeanzeige. Das Bild war einmal auf der linken Seite der Anzeige abgebildet, mit dem Slogan „Total beliebt. Und keiner weiß warum. (Die Piraten: Günstige Brise)“, und nochmals auf der rechten Seite als Fotomontage, auf der Claus-Brunner lachend mit einer Fliegermütze an einem Lenkrad zu sehen ist, mit dem Slogan „Total beliebt. Und jeder weiß warum. (Sixt Cabrios: Günstige Preise)“. Claus-Brunner war im Vorfeld nicht um Erlaubnis gebeten oder über die Kampagne informiert worden. Er kritisierte das Vorgehen des Autovermieters und beklagte, dass der von ihm getragene Davidstern wegretuschiert worden sei, was von Sixt jedoch abgestritten wurde. Claus-Brunner ergriff keine juristischen Schritte.

## Kriminalfall
Am 19. September 2016 erreichte ein Abschiedsbrief Claus-Brunners Wahlkreisbüro, woraufhin die Polizei verständigt wurde. Diese fand Claus-Brunner und den 29 Jahre alten Jan Mirko L. tot in Claus-Brunners Wohnung in der Schönhauser Straße in Berlin-Steglitz. Eine Mordkommission und die Berliner Staatsanwaltschaft nahmen Ermittlungen auf. Die Obduktion ergab, dass Claus-Brunner durch Suizid starb.
Das Opfer Jan Mirko L. war selbst Mitglied der Piratenpartei, seit mehreren Jahren mit Claus-Brunner bekannt und zeitweise Mitarbeiter in dessen Wahlkreisbüro. Claus-Brunner soll sich zu dem 29-Jährigen romantisch hingezogen gefühlt haben. Dieser lebte in einer Beziehung mit einer Frau und erwiderte Claus-Brunners Gefühle offenbar nicht. Jan Mirko L. hatte im Frühjahr 2016 Anzeige wegen Stalkings gegen Claus-Brunner erstattet, die jedoch nicht weiter verfolgt worden sein soll, da L. nicht auf diesbezügliche Fragen der Polizei geantwortet habe. Außerdem habe es eine Anzeige Claus-Brunners gegen L. wegen Verleumdung gegeben. Die Polizei ermittelte, dass Claus-Brunner am Abend des 15. September 2016 L. in dessen Wohnung in Berlin-Wedding durch stumpfe Gewalt gegen den Oberkörper oder durch Erwürgen tötete. Claus-Brunner soll die Leiche dann in seine Wohnung gebracht haben.
Fünf Tage nach dem Auffinden der beiden Leichen wurde der Polizei ein Paket übergeben, das Claus-Brunner vor seinem Suizid an einen früheren Lebensgefährten geschickt und das den Adressaten nicht erreicht hatte. Es enthielt ein Schriftstück, in dem Claus-Brunner die Tötung des 29-Jährigen gestand, sowie persönliche Gegenstände. Dieses Schriftstück enthielt Angaben über das laut Staatsanwaltschaft „höchstpersönliche“ Motiv. Die Staatsanwaltschaft stellte daraufhin die Ermittlungen ein, weil gegen Tote nicht ermittelt wird und weitere Tatbeteiligte ausgeschlossen wurden.
Bei seiner letzten Plenarrede am 23. Juni 2016 hatte Claus-Brunner an die Abgeordneten gewandt gesagt, sie würden für ihn „in der laufenden Legislatur […] am Anfang irgendeiner Plenarsitzung mal aufstehen dürfen und eine Minute stillschweigen“, was im Nachhinein als eine Andeutung an seinen späteren Suizid interpretiert wurde. Nach Angaben des damaligen Vorsitzenden der Piratenpartei Berlin, Bruno Kramm, behauptete Claus-Brunner, an einer chronischen Krankheit zu leiden, die zu Organversagen führe. Laut Mitteilung eines Arztes habe er noch eine Lebenserwartung von etwa einem Jahr. Die Berliner Staatsanwaltschaft teilte mit, die Obduktion habe keine Hinweise auf eine derartige Krankheit ergeben.

### Presseberichterstattung und Nachrufe
Zur Tötung seines Mitarbeiters und seinem Suizid wurde in der Presse unter anderem über die Identität der Toten, ihre Beziehung zueinander, die Auffindesituation und Art und Wege des Leichentransports von einer Wohnung zur anderen spekuliert. Zudem wurden in einigen Presseerzeugnissen Verwandte mit Äußerungen über Gerwald Claus-Brunner zitiert.
Erste Nachrufe waren zunächst wohlwollend, wurden aber nach Bekanntwerden des Tötungsdelikts an seinem ehemaligen Mitarbeiter teilweise zurückgezogen (so bei der Berliner Piratenfraktion und der B.Z.) oder mit einer erklärenden Passage versehen.
Der Rechtsmediziner Michael Tsokos widmete dem Kriminalfall ein Kapitel in seinem Buch Die Zeichen des Todes.